# Графський провулок (Санкт-Петербург)
Графський провулок (рос. Графский переулок) — вулиця в Центральному районі Санкт-Петербурга. Проходить від набережної річки Фонтанки до Володимирського проспекту. Протяжність вулиці з півночі на південь становить 0,1 км, а із заходу на схід — 0,3 км.

## Історія
Проїзд виник 1739 року, тоді його називали Головінським, оскільки він пролягав уздовж садиби графа М. Ф. Головіна. За іншими даними з 1776 по 1798 провулок називався Троїцьким). З кінця XVIII століття провулок став відомим як Графський.
За радянської влади він був перейменований: 1923 року на Пролетарський провулок, а 1964 року — на вулицю Марії Ульянової, на честь сестри Леніна. У 1991 році провулку було повернуто історичну назву.

## Будинки
У провулку розташовано 12 будівель [5].
- № 1 / Набережна річки Фонтанки, будинок 50 — прибутковий будинок[4].
- № 2 / Набережна річки Фонтанки, будинок 48 — будинок Волконський[5]. Будівля у стилі еклектика побудована в 1882 році, архітектор П. С. Самсонов.
- № 3 / вулиця Рубінштейна, будинок 9 — прибутковий будинок Лихачових. Будинок у стилі еклектика збудовано у 1876 році, архітектор Георгій Вінтергальтер.
- № 3, к. 1 — середня школа № 122. Будівлю у стилі сталінського неокласицизму збудовано у 1938 році, архітектор Д. Д. Лебіденський.
- № 4 / вулиця Рубінштейна, будинок 7В — житловий будинок Синьобрюхових. Стиль: класицизм (1820—1829, архітектор невідомий; 1853 — архітектор Едуард Шмідт). Будинок займає Іспанський центр культури, освіти та бізнесу у Санкт-Петербурзі[6].
- № 5 / вулиця Рубінштейна, будинок 18 — прибутковий будинок І. А. Жевержеєва (архітектори: Доменіко Адаміні, 1837 та Олександр фон Гоген, 1899). У цьому будинку мешкав Левкий Жевержеєв із сім'єю, на початку 1920-х років тут також проживав танцівник Георгій Баланчивадзе, чоловік його дочки Тамари. Тут же була багата колекція Жевержеєва; у правій частині на вулиці Рубінштейна в 1911 році він відкрив Троїцький театр. Тепер тут знаходиться Малий драматичний театр під керівництвом Лева Додіна.
- № 6 / вулиця Рубінштейна, будинок 14-16 — прибутковий будинок 1836 будівлі.
- № 7 — «Дом-комуна інженерів та письменників» (1932, архітектор Андрій Оль). У квартирі № 32 жила Ольга Бергольц (1932—1942). Нині за цією адресою знаходиться Центральна місцева організація Всеросійського товариства сліпих.
- № 8 — середня школа № 216 імені Адама Міцкевича, з поглибленим вивченням польської мови[7]. Будівлю школи збудовано у 1947—1948 роках за проектом архітектора Бориса Журавльова у стилі сталінського неокласицизму. 1998 року до 200-річного ювілею Міцкевича перед будівлею встановлено бюст поета (скульптор Григорій Ястребенецький, архітектор Станіслав Одновалов).
- № 9/Володимирський проспект, будинок 13 — будинок барона Б. А. Фредерікса, військового губернатора Санкт-Петербурга в середині XIX століття. Будинок у стилі класицизму збудовано у 1830 році за проектом архітектора Петра Плавова.
- № 10 — прибутковий будинок С. А. Смурова. Будівлю у стилі модерн збудовано у 1900 році за проектом архітектора Йосипа Мошинського.
- № 10 х/ Володимирський проспект, будинок 11 — будинок пошт-директора Пряничникова (1839, архітектор Василь Морган). У 1842—1845 роках у цьому будинку мешкав Федір Достоєвський, тут він написав роман «Бідні люди». На згадку про це на будинку з боку Графського провулка встановлено меморіальну дошку.

## У культурі
- Музичний CD-альбом Михайла Боярського «Графский переулок» (2003 рік).